# Coupe des États-Unis de soccer 2002
Navigation
Lamar Hunt U.S. Open Cup 2001 Lamar Hunt U.S. Open Cup 2003
La Coupe des États-Unis de soccer 2002 est la 89e édition de la Lamar Hunt US Open Cup, la plus ancienne des compétitions dans le soccer américain. C'est un système à élimination directe mettant aux prises des clubs de soccer amateurs, semi-pros et professionnels affiliés à la Fédération des États-Unis de soccer, qui l'organise conjointement avec les ligues locales.
La finale se tient le 24 octobre 2002, après cinq autres tours à élimination directe dans la phase finale mettant aux prises des clubs amateurs et professionnels. Le Milwaukee Rampage est la seule équipe à triompher contre une franchise de MLS. Le vainqueur, le Columbus Crew, remporte ainsi son premier trophée dans cette compétition.

## Calendrier
| Tour                                                                             | Nom              | Dates retenues | Équipes participantes | Équipes gagnantes |
| Entrée de 7 équipes de USL D3 Pro League, 5 équipes de PDL et 4 équipes de USASA |                  |                |                       |                   |
| 1                                                                                | Premier tour     | 9-11-12 juin   | 16                    | 8                 |
| Entrée de 8 équipes de A-League                                                  |                  |                |                       |                   |
| 2                                                                                | Deuxième tour    | 25-26 juin     | 16                    | 8                 |
| Entrée de 8 équipes de MLS                                                       |                  |                |                       |                   |
| 3                                                                                | Troisième tour   | 16-17 juillet  | 16                    | 8                 |
| 4                                                                                | Quarts de finale | 7-24 août      | 8                     | 4                 |
| 5                                                                                | Demi-finales     | 3-10 septembre | 4                     | 2                 |
| 6                                                                                | Finale           | 24 octobre     | 2                     | 1                 |

## Participants
| Entre au premier tour                                                                                             | Entre au premier tour                                                                                          | Entre au premier tour | Entre au deuxième tour | Entre au troisième tour |
| PDL/USASA/USL D3 Pro League 5 équipes/4 équipes/7 équipes                                                         | PDL/USASA/USL D3 Pro League 5 équipes/4 équipes/7 équipes                                                      | PDL/USASA/USL D3 Pro League 5 équipes/4 équipes/7 équipes                                                                                                | A-League 8 équipes | MLS 8 équipes |
| Premier Development League - Chico Rooks - Des Moines Menace - Texas Spurs - Memphis Express - Raleigh CASL Elite | United States Adult Soccer Association - AAC Eagles - Mexico SC - Real Madrid (Texas) - Vereinigung Erzgebirge | USL D3 Pro League - Carolina Dynamo - Greenville Lions - South Jersey Barons - New Jersey Stallions - New York Freedom - San Diego Gauchos - Utah Blitzz | A-League - Atlanta Silverbacks - Charleston Battery - Hampton Roads Mariners - Milwaukee Rampage - Minnesota Thunder - Seattle Sounders - Richmond Kickers - Rochester Raging Rhinos | Major League Soccer - Chicago Fire - Colorado Rapids - Columbus Crew - Dallas Burn - Kansas City Wizards - Los Angeles Galaxy - MetroStars - San Jose Earthquakes |

Légende :

Major League Soccer (MLS) : Championnat de première division.

A-League : Championnat de deuxième division.

USL D3 Pro League : Championnat de troisième division organisé par la United Soccer Leagues (USL).

Premier Development League (PDL) : Championnat de quatrième division organisé par la United Soccer Leagues (USL).

United States Adult Soccer Association (USASA) : Organisateur des championnats de divisions cinq à neuf.

## Résultats

### Premier tour
| Date    | Division        | Club                   | Score       | Club                 | Division        |
| ------- | --------------- | ---------------------- | ----------- | -------------------- | --------------- |
| 9 juin  | (D3 Pro League) | Greenville Lions       | 3-1         | Real Madrid (Texas)  | (USASA)         |
| 9 juin  | (USASA)         | Vereinigung Erzgebirge | 0-4         | South Jersey Barons  | (D3 Pro League) |
| 11 juin | (PDL)           | Raleigh CASL Elite     | 5-2         | Carolina Dynamo      | (D3 Pro League) |
| 11 juin | (PDL)           | Des Moines Menace      | 3-1         | New Jersey Stallions | (D3 Pro League) |
| 11 juin | (D3 Pro League) | San Diego Gauchos      | 2-0 Forfait | Mexico SC            | (USASA)         |
| 12 juin | (PDL)           | Chico Rooks            | 0-2         | Utah Blitzz          | (D3 Pro League) |
| 12 juin | (D3 Pro League) | New York Freedom       | 1-0 b.e.o.  | AAC Eagles           | (USASA)         |
| 12 juin | (PDL)           | Texas Spurs            | 0-2         | Memphis Express      | (PDL)           |

### Deuxième tour
| Date    | Division        | Club                    | Score      | Club                   | Division        |
| ------- | --------------- | ----------------------- | ---------- | ---------------------- | --------------- |
| 25 juin | (D3 Pro League) | Utah Blitzz             | 1-2        | Seattle Sounders       | (A-League)      |
| 26 juin | (A-League)      | Minnesota Thunder       | 6-1        | San Diego Gauchos      | (D3 Pro League) |
| 26 juin | (A-League)      | Atlanta Silverbacks     | 2-0        | Memphis Express        | (PDL)           |
| 26 juin | (D3 Pro League) | Greenville Lions        | 0-3        | Charleston Battery     | (A-League)      |
| 26 juin | (A-League)      | Rochester Raging Rhinos | 3-2 b.e.o. | Des Moines Menace      | (PDL)           |
| 26 juin | (A-League)      | Milwaukee Rampage       | 4-0        | New York Freedom       | (D3 Pro League) |
| 26 juin | (PDL)           | Raleigh CASL Elite      | 0-3        | Richmond Kickers       | (A-League)      |
| 26 juin | (D3 Pro League) | South Jersey Barons     | 0-1        | Hampton Roads Mariners | (A-League)      |

### Troisième tour
| Date       | Division   | Club                    | Score      | Club                 | Division   |
| ---------- | ---------- | ----------------------- | ---------- | -------------------- | ---------- |
| 16 juillet | (A-League) | Hampton Roads Mariners  | 0-1        | MetroStars           | (MLS)      |
| 17 juillet | (MLS)      | Columbus Crew           | 3-0        | Richmond Kickers     | (A-League) |
| 17 juillet | (A-League) | Rochester Raging Rhinos | 2-3 b.e.o. | Kansas City Wizards  | (MLS)      |
| 17 juillet | (A-League) | Milwaukee Rampage       | 1-0        | Chicago Fire         | (MLS)      |
| 17 juillet | (A-League) | Seattle Sounders        | 3-4 b.e.o. | San Jose Earthquakes | (MLS)      |
| 17 juillet | (A-League) | Minnesota Thunder       | 0-4        | Los Angeles Galaxy   | (MLS)      |
| 17 juillet | (A-League) | Atlanta Silverbacks     | 1-2 b.e.o. | Dallas Burn          | (MLS)      |
| 17 juillet | (A-League) | Charleston Battery      | 0-1 b.e.o. | Colorado Rapids      | (MLS)      |

### Quarts de finale
| 7 août 2002 | MetroStars | 1 – 2 | Columbus Crew             |                                                                                              |                                                                                              |
|             | Faria 49e  |       | 34e McBride · 46e Martino | Mitchel Athletic Complex, Uniondale, New York Spectateurs : 8 314 Arbitrage : Brian Poeschel | Mitchel Athletic Complex, Uniondale, New York Spectateurs : 8 314 Arbitrage : Brian Poeschel |
|             | Rapport    |       |                           | Mitchel Athletic Complex, Uniondale, New York Spectateurs : 8 314 Arbitrage : Brian Poeschel | Mitchel Athletic Complex, Uniondale, New York Spectateurs : 8 314 Arbitrage : Brian Poeschel |

| 7 août 2002 | San Jose Earthquakes | 0 - 1 b.e.o. | Los Angeles Galaxy |                                                                                    |                                                                                    |
|             |                      |              | 101e Ruiz          | Spartan Stadium, San José, Californie Spectateurs : 6 481 Arbitrage : Terry Vaughn | Spartan Stadium, San José, Californie Spectateurs : 6 481 Arbitrage : Terry Vaughn |
|             | Rapport              |              |                    | Spartan Stadium, San José, Californie Spectateurs : 6 481 Arbitrage : Terry Vaughn | Spartan Stadium, San José, Californie Spectateurs : 6 481 Arbitrage : Terry Vaughn |

| 7 août 2002 | Dallas Burn  | 1 – 0 b.e.o. | Colorado Rapids |                                                                         |                                                                         |
|             | O'Brien 111e |              |                 | Cotton Bowl, Dallas, Texas Spectateurs : 1 301 Arbitrage : Jair Marrufo | Cotton Bowl, Dallas, Texas Spectateurs : 1 301 Arbitrage : Jair Marrufo |
|             | Rapport      |              |                 | Cotton Bowl, Dallas, Texas Spectateurs : 1 301 Arbitrage : Jair Marrufo | Cotton Bowl, Dallas, Texas Spectateurs : 1 301 Arbitrage : Jair Marrufo |

| 24 août 2002 | Milwaukee Rampage | 0 - 2 | Kansas City Wizards   | | |
|              |                   |       | 1re Quill · 21e Preki | Milwaukee Rampage Sports Complex, Milwaukee, Wisconsin Spectateurs : 6 576 Arbitrage : Jesse Johnson | Milwaukee Rampage Sports Complex, Milwaukee, Wisconsin Spectateurs : 6 576 Arbitrage : Jesse Johnson |
|              | Rapport           |       |                       | Milwaukee Rampage Sports Complex, Milwaukee, Wisconsin Spectateurs : 6 576 Arbitrage : Jesse Johnson | Milwaukee Rampage Sports Complex, Milwaukee, Wisconsin Spectateurs : 6 576 Arbitrage : Jesse Johnson |

### Demi-finale
| 3 septembre 2002 | Los Angeles Galaxy                                  | 4 – 1 | Dallas Burn         |                                                                                  |                                                                                  |
|                  | Ruiz 11e · Cienfuegos 17e · Jones 34e · Elliott 81e |       | 89e Ronald Cerritos | Titan Stadium, Fullerton, Californie Spectateurs : 3 132 Arbitrage : Kevin Stott | Titan Stadium, Fullerton, Californie Spectateurs : 3 132 Arbitrage : Kevin Stott |
|                  | Rapport                                             |       |                     | Titan Stadium, Fullerton, Californie Spectateurs : 3 132 Arbitrage : Kevin Stott | Titan Stadium, Fullerton, Californie Spectateurs : 3 132 Arbitrage : Kevin Stott |

| 10 septembre 2002 | Columbus Crew               | 3 – 2 b.e.o. | Kansas City Wizards           |                                                                               |                                                                               |
|                   | Buddle 76e · Pérez 90e 108e |              | 2e (csc) McCarthy · 62e Brown | Crew Stadium, Columbus, Ohio Spectateurs : 2 103 Arbitrage : Casey Frankewicz | Crew Stadium, Columbus, Ohio Spectateurs : 2 103 Arbitrage : Casey Frankewicz |
|                   | Rapport                     |              |                               | Crew Stadium, Columbus, Ohio Spectateurs : 2 103 Arbitrage : Casey Frankewicz | Crew Stadium, Columbus, Ohio Spectateurs : 2 103 Arbitrage : Casey Frankewicz |

### Finale
| 24 octobre 2002 | Columbus Crew | 1 – 0 | Los Angeles Galaxy |                                                                         |                                                                         |
|                 | García 30e    |       |                    | Crew Stadium, Columbus, Ohio Spectateurs : 6 054 Arbitrage : Brian Hall | Crew Stadium, Columbus, Ohio Spectateurs : 6 054 Arbitrage : Brian Hall |
|                 | Rapport       |       |                    | Crew Stadium, Columbus, Ohio Spectateurs : 6 054 Arbitrage : Brian Hall | Crew Stadium, Columbus, Ohio Spectateurs : 6 054 Arbitrage : Brian Hall |

| Vainqueur de l'US Open Cup 2002 Columbus Crew 1er titre |

## Tableau final
|  | Quarts de finale     | Quarts de finale                           |                    |   | Demi-finales                              | Demi-finales                              |  |  | Finale                                  | Finale                                  |
|  | Quarts de finale     | Quarts de finale                           |                    |   | Demi-finales                              | Demi-finales                              |  |  | Finale                                  | Finale                                  |
|  |                      |                                            |                    |   |                                           |                                           |  |  |                                         |                                         |
|  | 7 août 2002          | 7 août 2002                                |                    |   | 10 septembre 2002, Crew Stadium, Columbus | 10 septembre 2002, Crew Stadium, Columbus |  |  | 24 octobre 2002, Crew Stadium, Columbus | 24 octobre 2002, Crew Stadium, Columbus |
|  | 7 août 2002          | 7 août 2002                                |                    |   | 10 septembre 2002, Crew Stadium, Columbus | 10 septembre 2002, Crew Stadium, Columbus |  |  | 24 octobre 2002, Crew Stadium, Columbus | 24 octobre 2002, Crew Stadium, Columbus |
|  | MetroStars           | 1                                          |                    |   | 10 septembre 2002, Crew Stadium, Columbus | 10 septembre 2002, Crew Stadium, Columbus |  |  | 24 octobre 2002, Crew Stadium, Columbus | 24 octobre 2002, Crew Stadium, Columbus |
|  | MetroStars           | 1                                          |                    |   | 10 septembre 2002, Crew Stadium, Columbus | 10 septembre 2002, Crew Stadium, Columbus |  |  | 24 octobre 2002, Crew Stadium, Columbus | 24 octobre 2002, Crew Stadium, Columbus |
|  | Columbus Crew        | 2                                          |                    |   | 10 septembre 2002, Crew Stadium, Columbus | 10 septembre 2002, Crew Stadium, Columbus |  |  | 24 octobre 2002, Crew Stadium, Columbus | 24 octobre 2002, Crew Stadium, Columbus |
|  | Columbus Crew        | 2                                          | Columbus Crew      | 3 |                                           |                                           |  |  | 24 octobre 2002, Crew Stadium, Columbus | 24 octobre 2002, Crew Stadium, Columbus |
|  | 7 août 2002          |                                            | Columbus Crew      | 3 |                                           |                                           |  |  | 24 octobre 2002, Crew Stadium, Columbus | 24 octobre 2002, Crew Stadium, Columbus |
|  |                      | Kansas City Wizards                        | 2                  |   |                                           |                                           |  |  | 24 octobre 2002, Crew Stadium, Columbus | 24 octobre 2002, Crew Stadium, Columbus |
|  | Milwaukee Rampage    | Kansas City Wizards                        | 2                  | 0 |                                           |                                           |  |  | 24 octobre 2002, Crew Stadium, Columbus | 24 octobre 2002, Crew Stadium, Columbus |
|  | Milwaukee Rampage    |                                            |                    | 0 |                                           |                                           |  |  | 24 octobre 2002, Crew Stadium, Columbus | 24 octobre 2002, Crew Stadium, Columbus |
|  | Kansas City Wizards  | 2                                          |                    |   |                                           |                                           |  |  | 24 octobre 2002, Crew Stadium, Columbus | 24 octobre 2002, Crew Stadium, Columbus |
|  | Kansas City Wizards  | 2                                          | Columbus Crew      | 1 |                                           |                                           |  |  |                                         |                                         |
|  | 7 août 2002          |                                            | Columbus Crew      | 1 |                                           |                                           |  |  |                                         |                                         |
|  |                      | Los Angeles Galaxy                         | 0                  |   |                                           |                                           |  |  |                                         |                                         |
|  | San Jose Earthquakes | Los Angeles Galaxy                         | 0                  | 0 |                                           |                                           |  |  |                                         |                                         |
|  | San Jose Earthquakes | 3 septembre 2002, Titan Stadium, Fullerton |                    | 0 |                                           |                                           |  |  |                                         |                                         |
|  | Los Angeles Galaxy   | 1                                          |                    |   |                                           |                                           |  |  |                                         |                                         |
|  | Los Angeles Galaxy   | 1                                          | Los Angeles Galaxy | 4 |                                           |                                           |  |  |                                         |                                         |
|  | 24 août 2002         |                                            | Los Angeles Galaxy | 4 |                                           |                                           |  |  |                                         |                                         |
|  |                      | Dallas Burn                                | 1                  |   |                                           |                                           |  |  |                                         |                                         |
|  | Dallas Burn          | Dallas Burn                                | 1                  | 1 |                                           |                                           |  |  |                                         |                                         |
|  | Dallas Burn          |                                            |                    | 1 |                                           |                                           |  |  |                                         |                                         |
|  | Colorado Rapids      | 0                                          |                    |   |                                           |                                           |  |  |                                         |                                         |
|  | Colorado Rapids      | 0                                          |                    |   |                                           |                                           |  |  |                                         |                                         |

### Nombre d'équipes par division et par tour
| Divisions / Manches              | Premier tour  | Deuxième tour | Troisième tour | Quarts de finale | Demi- finales | Finale |
| -------------------------------- | ------------- | ------------- | -------------- | ---------------- | ------------- | ------ |
| MLS (D1) 8 équipes               | non présentes | non présentes | 8              | 7                | 4             | 2      |
| A-League (D2) 8 équipes          | non présentes | 8             | 8              | 1                | Aucune        | Aucune |
| USL D3 Pro League (D3) 7 équipes | 7             | 5             | Aucune         | Aucune           | Aucune        | Aucune |
| PDL (D4) 5 équipes               | 5             | 3             | Aucune         | Aucune           | Aucune        | Aucune |
| USASA (D5 à D9) 4 équipes        | 4             | Aucune        | Aucune         | Aucune           | Aucune        | Aucune |
| Total                            | 16            | 16            | 16             | 8                | 4             | 2      |